# Krasny Kout
Krasny Kout (en russe : Красный Кут) est une ville de l'oblast de Saratov, en Russie, et le centre administratif du raïon de Krasny Kout. Sa population s'élevait à 14 451 habitants en 2013.

## Géographie
Krasny Kout est située sur la rive droite de la rivière Ierouslan, un affluent de la Volga, à 93 km au sud-est de Saratov et à 819 km au sud-est de Moscou.

## Histoire
L'origine de Krasny Kout remonte à la création d'un village sur la rive droite de la rivière Ierouslan, en 1837, par des paysans ukrainiens venus du gouvernement de Kharkov. Le village fut nommé Krasny Kout, ce qui signifie « joli coin »). Il reçut le statut de commune urbaine en 1938 et celui de ville en 1966.
Aux environs de Krasny Kout, d'autres colonies furent créées par des paysans, comme Norki, fondée par des Allemands de la Volga, Akhmat, à un kilomètre, fondée en 1898 par des Vieux Croyants d'Ukraine, ou Lavrovka par des Petits Russiens ou Ukrainiens.

## Population
Recensements (*) ou estimations de la population
| 1926* | 1959*  | 1970*  | 1979*  | 1989*  |
| ----- | ------ | ------ | ------ | ------ |
| 8 031 | 14 805 | 17 087 | 16 822 | 17 495 |

| 2002*  | 2006   | 2010*  | 2012   | 2013   |
| ------ | ------ | ------ | ------ | ------ |
| 15 334 | 14 879 | 14 416 | 14 431 | 14 451 |

## Transports
A Krasny Kout se trouve la gare ferroviaire « Privoljsk ». La ville est reliée par le chemin de fer à Ourbatch au nord, à Astrakhan au sud et à Aleksandrov Gaï au sud-est.